# كيليان برينان
كيليان برينان (بالإنجليزية: Killian Brennan)‏ (31 يناير 1984 في جمهورية أيرلندا - ) هو لاعب كرة قدم أيرلندي في مركز الوسط. شارك مع منتخب جمهورية أيرلندا تحت 17 سنة لكرة القدم ومنتخب جمهورية أيرلندا تحت 20 سنة لكرة القدم. أما مع النوادي، فقد لعب مع باتريك أتلتيك وديري سيتي ونادي بوهيميان ونادي شامروك روفرز وDublin City F.C. ‏ ودوري أيرلندا الحادي عشر ‏.

## روابط خارجية
- كيليان برينان على موقع قاعدة بيانات كرة القدم.إي يو (الإنجليزية)